# Шаровечківська сільська рада
Шарове́чківська сільська́ ра́да — адміністративно-територіальна одиниця та орган місцевого самоврядування у Хмельницькому районі Хмельницької області. Адміністративний центр — село Шаровечка.

## Загальні відомості
- Територія ради: 22,29 км²
- Населення ради: 3 435 осіб (станом на 2001 рік)
- Територією ради протікає річка Плоска

## Населені пункти
Сільській раді підпорядковані населені пункти:
- с. Шаровечка
- с. Мацьківці

## Склад ради
Рада складається з 20 депутатів та голови.
- Голова ради: Загарук Євген Васильович
- Секретар ради: Глібко Інна Сигізмундівна

### Керівний склад попередніх скликань
| Прізвище, ім'я, по батькові | Основні відомості                                                 | Дата обрання | Дата звільнення |
| --------------------------- | ----------------------------------------------------------------- | ------------ | --------------- |
| Загарук Євген Васильович    | Сільський голова, 1966 року народження, освіта вища, безпартійний | 26.03.2006   | 31.10.2010      |
| Загарук Євген Васильович    | Сільський голова, 1966 року народження, освіта вища, безпартійний | 31.10.2010   |                 |

Примітка: таблиця складена за даними сайту Верховної Ради України

### Депутати
За результатами місцевих виборів 2010 року депутатами ради стали:

#### За суб'єктами висування
| Суб'єкт висування | Кількість обраних депутатів | %   |
| ----------------- | --------------------------- | --- |
| Самовисування     | 20                          | 100 |

#### За округами
| № округу | Прізвище, ім'я, по батькові     | Дата визнання обраним | Освіта  | Партійна приналежність | Відомості про обраного депутата                                      |
| -------- | ------------------------------- | --------------------- | ------- | ---------------------- | -------------------------------------------------------------------- |
| 1        | Мілінський Олег Людвигович      | 05.11.2010            | вища    | позапартійний          | приватний підприємець                                                |
| 2        | Левицька Аделя Петрівна         | 05.11.2010            | вища    | позапартійна           | тимчасово не працює                                                  |
| 3        | Держанський Олег Володимирович  | 05.11.2010            | середня | позапартійний          | приватний підприємець                                                |
| 4        | Вальчук Ігор Казимирович        | 05.11.2010            | вища    | позапартійний          | приватний підприємець                                                |
| 5        | Куля Сергій Болеславович        | 05.11.2010            | вища    | позапартійний          | приватний підприємець                                                |
| 6        | Душа Володимир Вацлавович       | 05.11.2010            | вища    | позапартійний          | Хмельницьке комунальне підприємство, інженер                         |
| 7        | Мішин Володимир Андрійович      | 05.11.2010            | вища    | позапартійний          | пенсіонер                                                            |
| 8        | Міхалець Болеслав Павлович      | 05.11.2010            | вища    | позапартійний          | Локомотивне депо ст."Гречани", бригадир                              |
| 9        | Городиський Микола Антонович    | 05.11.2010            | вища    | позапартійний          | Хмельницьке комунальне підприємство, майстер дільниці                |
| 10       | Яворська Олена Григорівна       | 05.11.2010            | вища    | позапартійна           | Шаровечківський НВК, вчитель                                         |
| 11       | Паюк Лілія Казимирівна          | 05.11.2010            | вища    | позапартійна           | Шаровечківський НВК, вчитель                                         |
| 12       | Шаманська Галина Іванівна       | 05.11.2010            | вища    | позапартійна           | тимчасово не працює                                                  |
| 13       | Глібко Інна Сигізмундівна       | 05.11.2010            | вища    | позапартійна           | Шаровечків-ська сільська рада, секретар                              |
| 14       | Барибін Віктор Анатолійович     | 05.11.2010            | середня | позапартійний          | приватний підприємець                                                |
| 15       | Паюк Станіслав Казимірович      | 05.11.2010            | вища    | позапартійний          | Державна інспекція з енергозбереження, началь-ник територ.управління |
| 16       | Прилуцький Дмитро Станіславович | 05.11.2010            | вища    | позапартійний          | Хм.міська ФГ ЄПУ, юрист-консульт.                                    |
| 17       | Станкевич Ігор Болеславович     | 05.11.2010            | середня | позапартійний          | приватний підприємець                                                |
| 18       | Куржій Володимир Станіславович  | 05.11.2010            | середня | позапартійний          | приватний підприємець                                                |
| 19       | Гороховський Болеслав Францович | 05.11.2010            | середня | позапартійний          | приватний підприємець                                                |
| 20       | Паюк Віктор Болеславович        | 05.11.2010            | вища    | позапартійний          | ТОВ «Землевпорядно-геодезійний центр», інженер-землевпорядник        |